# Mohamed Masoud
Mohamed Masoud (1 de maio de 1994) é um voleibolista profissional egípcio.

## Carreira
Mohamed Masoud é membro da seleção egípcia de voleibol masculino. Em 2016, representou seu país no voleibol nos Jogos Olímpicos de Verão no Rio de Janeiro, que ficou em 9º lugar.